# 小樹鼠屬
小樹鼠屬（学名：Haeromys），哺乳綱、囓齒目、鼠科的一屬，而與小樹鼠屬（小樹鼠）同科的動物尚有狨鼠屬（海南狨鼠）、非洲煙鼠屬（非洲煙鼠）、碩鼠屬（阿薩姆碩鼠）、線鼠屬（巨線鼠）等之數種哺乳動物。

## 下属物种
本属包括以下物种：
- Haeromys margarettae (Thomas, 1893)
- Haeromys minahassae (Thomas, 1896)
- Haeromys pusillus (Thomas, 1893)